# 草原英雄小姐妹

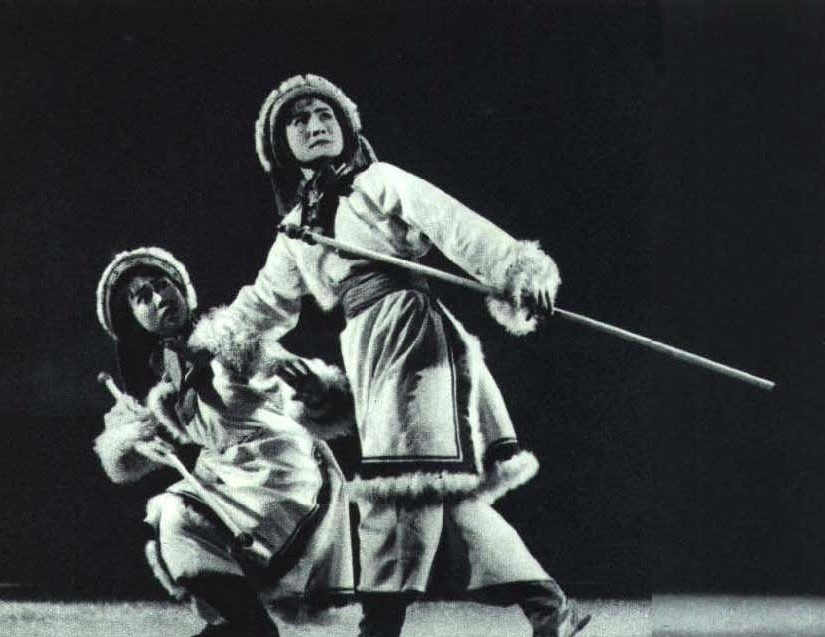
1964年中国大陆话剧《草原英雄小姐妹》的剧照，该剧由龙梅和玉荣的故事演绎而成

草原英雄小姐妹，是中國大陆无产阶级文化大革命时期宣传的英雄模范人物——来自内蒙古达尔罕茂明安联合旗（现属包头市）的蒙古族姐妹龙梅和玉荣。1964年2月9日，姐妹二人为生产队放羊时遭遇暴风雪，在雪地晕倒凍傷，均造成不同程度的残疾，二人因此被报道为舍命保护羊群不使生产队遭受损失的英雄，其事迹在中国大陆得到廣泛传扬。

## 事件经过
1964年2月9日，11歲的龙梅和9歲的玉荣替父亲放牧，在沒有天氣預警和通訊設備的情况下遭遇暴风雪，失去方向感地在暴风雪中走了70多公里，遭到严重冻伤。約2月10日上午11時，牧民哈斯朝禄和他9岁的儿子那仁满都拉发现离散的羊群以及被冻得神志不清的龙梅。哈斯朝禄带龙梅向铁路扳道房（扳道岔的铁路工人工作和休息用的房子）内的铁路工人求救，工人们对冻伤的龙梅进行救治，並隨後在雪地里找到休克的玉荣，两人被送到白云鄂博矿区医院抢救。由於嚴重凍傷，龍梅失去左脚大拇指，玉榮右膝關節以下、左踝關節以下被截肢。
3月12日零时，新华社向全国媒体播发《暴风雪中一昼夜》通稿，当日被《人民日报》等许多报纸和广播转载。龙梅、玉荣姐妹成了人们学习的榜样，各种荣誉随之而来，还被安排到中南海住了十五天，并登上天安门城楼参加了国庆大典。
媒体的报道中，发现并救助龙梅和玉荣的人成了当时在扳道房内的铁路工人王福臣。呼和浩特铁路局给王福臣等八名铁路工人授予“民族团结光辉榜样”的荣誉称号，“头等功臣”王福臣得了奖章，涨了四级工资。然而相关报道中只字未提真正的救人者——哈斯朝禄和他的儿子那仁满都拉。哈斯朝禄原本在呼和浩特市内蒙古人民出版社从事编辑工作，为人正直，工作敬业，但因他过于耿直，对上级有意见时直言不讳而招致上级不满。他的一位领导曾说道：“领导干部是党的化身，你反对我们，就是反对共产党！”于是哈斯朝禄作為“阶级敌人”被下放到达茂旗新宝力格苏木公社日光大队当牧民（即所谓“接受改造”）。尽管哈斯朝禄是第一个发现并抢救龙梅和玉荣的人，但却因其右派身份而不被报道，甚至反而有了更多罪名，被扣上“偷羊贼”“杀人未遂”“反动牧主”等帽子。

## 後續事件
哈斯朝禄从1964年便开始一次次地向政府申诉，共计写下了长达119页的申诉材料，但始终未得到正面回應。曾有某位政府官员在申诉信上批示：“将功抵罪，不予报道！”
1979年初，哈斯朝禄之子那仁满都拉整理了父亲的申诉材料，写成文章《谁是第一个发现并抢救草原英雄小姐妹龙梅、玉荣的人》，寄往人民日报社。时任中共中央秘书长胡耀邦看到了此文，作出要“彻底甄别处理”的批示，有关部门才开始调查此事。直到1985年，哈斯朝禄的冤案被平反，他才得以回到呼和浩特并享受离休干部待遇安度晚年。
玉荣曾在接受记者采访时说道，自己和姐姐得到了很多荣誉，受到了很多关怀，而哈斯朝禄做了好事，反而背了二十多年的黑锅。当记者向玉荣问道，如果当年哈老先生没有救下你们，或者晚几个小时救你们情况会是怎样，玉荣说自己和姐姐肯定会冻死。2005年哈斯朝禄去世时，玉荣专门去为他送行。
1964年在《人民日报》上报道“草原英雄小姐妹”的文章作者玛拉沁夫，迫于当时的政治形势而不敢讲真话，没有如实报道救人事件，哈斯朝禄之子那仁满都拉对此表示理解。然而时隔四十余年后，在2008年7月20日中央电视台一套播出的《电影传奇——公社的羊》节目中，玛拉沁夫仍然称自己通过采访得知，是“两个铁路工人”发现并抢救的姐妹二人，从来没听说是哈斯朝禄救的。节目播出后，那仁满都拉写信要求玛拉沁夫为此事诚恳地道歉。

## 人物
龙梅本名吴龙衣，玉荣本名吴玉荣，父母皆为蒙古族。姐妹二人在六个兄弟姐妹中排行分别第二和第三，上有哥哥吴宝龙，下有弟弟吴宝安以及两个妹妹吴玉梅、吴咏梅，唯独龙梅、玉荣的名字前缺少了姓氏。对此，龙梅、玉荣分析说，也许是当年刚被送到白云矿区医院登记姓名时，因为龙梅还不会说汉语，加之平日在家叫名字没有带姓的习惯，因此旁边的人翻译时可能产生了误差，随后记者报道时，就按医院登记的名字写了。后来姐妹二人将错就错，一直使用龙梅、玉荣作为名字。
2009年，中华人民共和国評選出建国以来的100名“感动中国人物”，姐妹二人位列其中。

## 纪念作品

### 影视作品

#### 動畫
《草原英雄小姐妹》是1964年上海美术电影制片厂出品的彩色動畫。1980年5月，该片荣获第2次中国少年儿童文艺创作评奖委员会三等奖。
- 片种：美术片
- 出品地区：中国大陆
- 色别：彩色
- 本数：4本
- 出品年代：1964
- 出品公司：上海美术电影制片厂
- 导演：钱运达、唐澄
- 编剧：何玉门、胡同伦
- 摄影：金志成
- 作词：巴·布林贝赫
- 作曲：吴应炬
- 演奏：上海电影乐团、宋光海
- 绘景：韩斌
- 造型设计：戴铁郎
- 背景设计：严云开
- 动画设计：林文肖、张景源、熊南清、常光希、矫野松、陆青、何郁文、杨素英、经霞云

《草原赞歌》是動畫《草原英雄小姐妹》中的主題歌曲，后来被改编为多种器乐曲，永儒布后曾将该歌曲改编为无伴奏合唱。
- 作词：巴·布林贝赫
- 作曲：吴应炬

### 戏剧作品

#### 话剧
《草原英雄小姐妹》，包头市话剧团1964年排演。

#### 革命现代舞剧
《草原儿女》（1975年）

### 文学作品
- 瑪拉沁夫《英雄小姐妹》，北京中国少年儿童出版社1964年出版（姚治華插圖）
- 瑪拉沁夫《最鲜艳的花朵——记草原英雄小姐妹龙梅和玉荣》[2]
- 《龙梅和玉荣》，北京中国少年儿童出版社1966年出版（卲墨绘画）

#### 电影文学剧本
- 《草原英雄小姐妹》，北京市人民出版社1971年出版

### 绘画作品

#### 油画
油画《草原英雄小姐妹》，官其格1965年创作。

#### 连环画
以草原英雄小姐妹的事迹为题材的连环画：
- 官布《草原小姐妹》，天津：天津人民美术出版社
- 上海电影系统《草原英雄小姐妹》编绘组《草原英雄小姐妹》，上海：上海人民出版社，1970年11月
- Little Sisters of the Grassland（16开彩色英文版），北京：外文出版社，1973年
- Deux soeurs héroïques de la steppe（16开彩色法文版），北京：外文出版社，1974年
- 《草原英雄小姐妹》（16开彩色德文版），北京：外文出版社，1974年
- 《草原英雄小姐妹》（16开彩色斯瓦希里文版），北京：外文出版社，1974年
- Heroaj Fratinetoj sur la Stepo（16开彩色世界语版），北京：外文出版社，1974年
- Hermanitas de la Pradera（16开彩色西班牙文版），北京：外文出版社，1974年
- 《草原幼姉妹》（16开彩色日文版），北京：外文出版社，1974年
- 《草原英雄小姐妹》（16开彩色乌尔都文版），北京：外文出版社，1975年
- 刘大为《龙梅和玉荣：草原英雄小姐妹》，呼和浩特：内蒙古人民美术出版社，1980年

### 音乐作品

#### 古筝独奏曲
《草原英雄小姐妹》，张燕、刘起超于1974年创作改编。

#### 琵琶协奏曲
《草原英雄小姐妹琵琶協奏曲》第一首中國琵琶和交響樂隊合奏的乐曲，由吳祖強、王燕樵和劉德海創作於1973年，取材自內蒙古的歌曲和吳應炬作曲的動畫主題曲為基本音樂素材。曲譜由人民音樂出版社於1981年出版。
樂曲由管弦樂團或民族樂隊協奏，採用奏鳴曲式和多段體相結合的結構。題材選自動畫電影《草原英雄小姐妹》，以敘事曲的發展邏輯表現此次事件，描繪與暴風雪搏鬥的場面，表現兩姐妹對草原的熱愛和勇氣。
此曲曾於1978年和1979年於美国演出，獲得好評。

## 外部連結
- YouTube上的〈草原英雄小姐妹〉琵琶協奏曲，劉德海琵琶獨奏